# Vietacheta
Vietacheta is een geslacht van rechtvleugeligen uit de familie krekels (Gryllidae). De wetenschappelijke naam van dit geslacht is voor het eerst geldig gepubliceerd in 1992 door Gorochov.

## Soorten
Het geslacht Vietacheta omvat de volgende soorten:
- Vietacheta aquila Gorochov, 1992
- Vietacheta fumea Gorochov, 1992
- Vietacheta picea Gorochov, 1992